# Municipio Texcoco
Koordinaten: 19° 30′ N, 98° 54′ W
Texcoco ist ein Municipio im mexikanischen Bundesstaat México. Es gehört zur Zona Metropolitana del Valle de México, der Metropolregion um Mexiko-Stadt. Der Sitz der Gemeinde ist Texcoco de Mora. Die Gemeinde hatte im Jahr 2010 235.151 Einwohner, ihre Fläche beträgt 435,6 km².

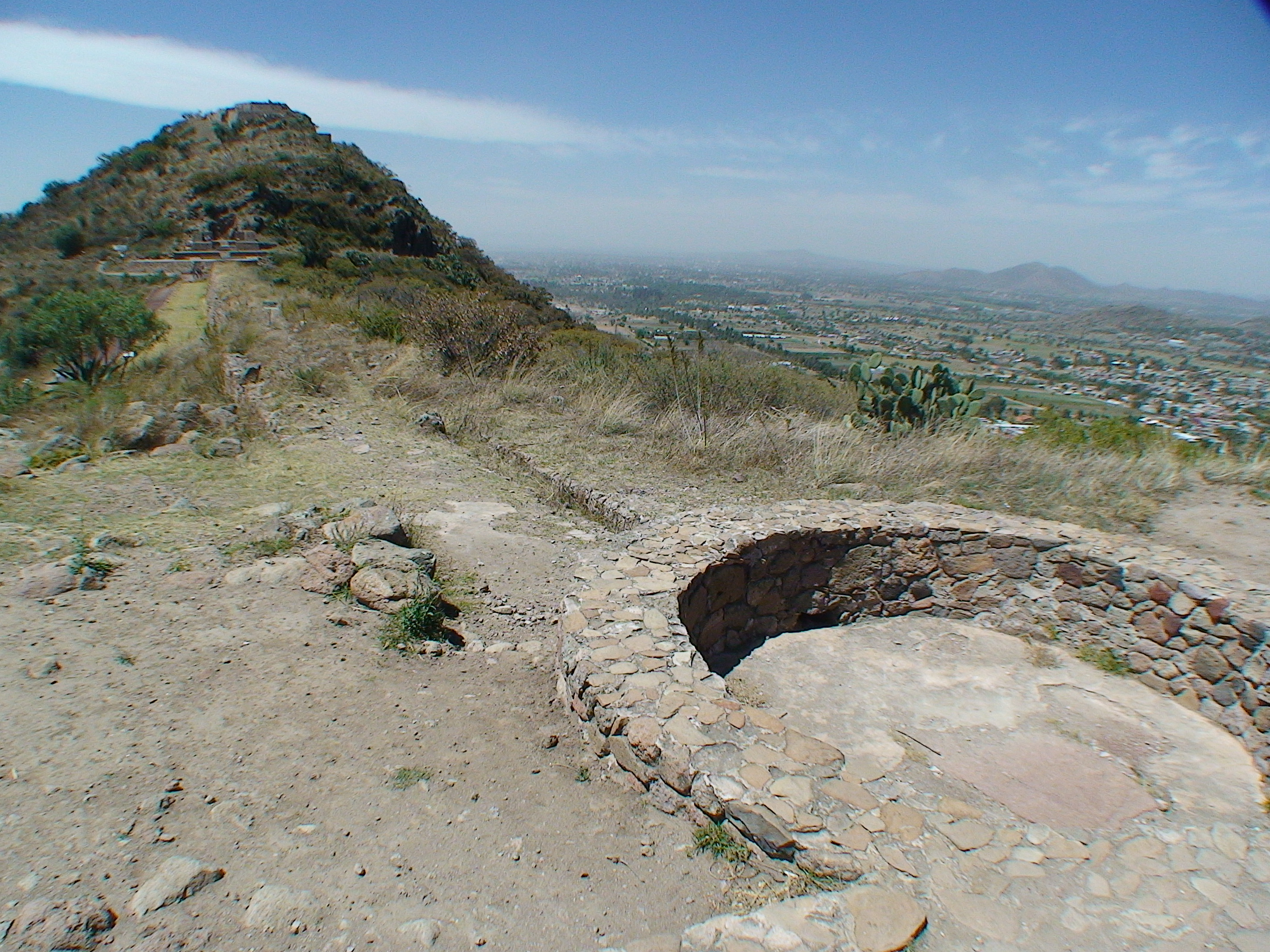
Tetzcotzingo

2010 lebten etwa 8 % der Bevölkerung Texcocos in extremer Armut. Zu den Attraktionen im Municipio zählen die archäologischen Stätten Tetzcotzingo und Huexotla.

## Geographie
Texcoco liegt im Osten des Bundesstaates Mexiko, etwa 15 km nordöstlich der administrativen Grenze von Mexiko-Stadt. Der höchste Punkt des Municipios liegt am Cerro Tlaloc auf über 4100 m, die durchschnittliche Höhe beträgt etwa 2800 m. Der westliche Teil des Gemeindegebietes bildete den heute großteils trockengelegten Texcoco-See. Heute bedecken Wälder etwa ein Viertel der Fläche des Municipios, zirka 40 % der Gemeindefläche werden ackerbaulich genutzt.
Das Municipio grenzt an die Municipios Atenco, Chiconcuac, Chiautla, Papalotla, Tepetlaoxtoc, Ixtapaluca, Chicoloapan, Chimalhuacán, Nezahualcóyotl und Ecatepec de Morelos sowie an die Bundesstaaten Tlaxcala und Puebla.

## Orte
Das Municipio Texcoco umfasst 70 Orte und Städte mit laut Zensus 2010 total 55.080 Haushalten. Vier der Orte weisen zumindest 10.000 Einwohner auf, weitere zwölf zumindest 2.500. Die größten Orte im Municipio sind:
| Ortsname                   | Einwohner (2010) |
| Texcoco de Mora            | 105.165          |
| San Miguel Coatlinchán     | 022.619          |
| Santa María Tulantongo     | 015.584          |
| Villa Santiago Cuautlalpan | 012.336          |
| Montecillo                 | 007.371          |
| San Miguel Tlaixpan        | 007.064          |
| San Joaquín Coapango       | 006.774          |
| San Jerónimo Amanalco      | 006.519          |
| San Bernardino             | 005.667          |
| Santa Catarina del Monte   | 005.599          |
| Tequexquináhuac            | 005.279          |
| San Dieguito Xochimanca    | 005.239          |
| Xocotlán                   | 005.082          |

## Nahuatl-Sprache
Im Bergland von Texcoco wird noch heute in vier Orten – San Jerónimo Amanalco, Santa Catarina del Monte, Guadalupe Amanalco und Santa María Tecuanulco – Nahuatl gesprochen, jedoch ist die Sprache seit den 1960er Jahren im Rückgang begriffen. Initiativen Indigener (Nahua) dieser Orte um den von hier stammenden Jesús Yohualli López, Direktor der Academia de Lenguas Mexicanas de la UNAM, in den letzten Jahren zielen auf eine Revitalisierung des Nahuatl ab, wobei die Präsenz der Sprache und ihrer Sprecher in den Medien (Rundfunk) und in der Bildung gefördert werden soll.